# Dekanat Tymbark
Dekanat Tymbark – dekanat wchodzący w skład diecezji tarnowskiej.
Dziekanem dekanatu tymbarskiego jest ks. Jan Banach, proboszcz parafii Tymbark, funkcję wicedziekana pełni ks. Tadeusz Piwowarski, proboszcz parafii Jurków.

## Parafie dekanatu
W skład dekanatu wchodzą parafie:
- Dobra – Parafia Matki Bożej Szkaplerznej
- Góra św. Jana – Parafia Ścięcia św. Jana Chrzciciela
- Jodłownik – Parafia Narodzenia Najświętszej Maryi Panny
- Jurków – Parafia Matki Bożej Nieustającej Pomocy
- Krasne-Lasocice – Parafia Najświętszej Maryi Panny Królowej Polski
- Nowe Rybie – Parafia Znalezienia Krzyża św.
- Podłopień – Parafia Miłosierdzia Bożego
- Skrzydlna – Parafia św. Mikołaja Biskupa
- Stróża – Parafia Najświętszego Serca Pana Jezusa
- Szczyrzyc – Parafia Najświętszej Maryi Panny Wniebowziętej i św. Stanisława
- Szyk – Parafia św. Stanisława i św. Barbary
- Tymbark – Parafia Narodzenia Najświętszej Maryi Panny
- Wilkowisko – Parafia św. Katarzyny